# The Land of New Hope
The Land of New Hope è il primo album del progetto Timo Tolkki's Avalon, uscito nel 2013, fondato dall'ex Stratovarius Timo Tolkki.

## Il disco
A questo progetto partecipano grandi nomi della musica: dietro al microfono si susseguono infatti le voci femminili di Elyze Rid degli Amaranthe e di Sharon den Adel dei Within Temptation, oltre a quelle maschili di Michael Kiske, Rob Rock, che già prestò le sue corde alle band di Axel Rudi Pell e di Chris Impellitteri, Russel Allen dei Symphony X e Tony Kakko dei Sonata Arctica. Alla batteria Alex Holzwarth (Rhapsody of Fire), alle tastiere si alternano Jens Johansson (Stratovarius), Derek Sherinian (con un passato nei Dream Theater) e Mikko Härkin, che era già presente nei Symfonia.

## Tracce
Testi e musiche di Timo Tolkki.
1. Avalanche Anthem – 4:53 – Russell Allen, Rob Rock, Elize Ryd
2. A World Without Us – 5:43 – Elize Ryd, Russell Allen, Rob Rock
3. Enshrined in My Memory – 4:08 – Elize Ryd
4. In the Name of the Rose – 4:29 – Elize Ryd, Russell Allen, Rob Rock
5. We Will Find a Way – 4:25 – Rob Rock, Tony Kakko
6. Shine – 3:37 – Elize Ryd, Sharon den Adel
7. The Magic of the Night – 4:44 – Rob Rock
8. To the Edge of the World – 5:03 – Rob Rock
9. I’ll Sing You Home – 5:03 – Elize Ryd
10. The Land of New Hope – 8:57 – Michael Kiske
11. I’ll Sing You Home (acoustic orchestral version) – 5:03 – Elize Ryd

## Formazione
Gruppo
- Timo Tolkki (Chitarra, Basso)
- Jens Johansson (Tastiere)
- Derek Sherinian (Tastiere)
- Mikko Härkin (Tastiere)
- Alex Holzwarth (Batteria)

Cantanti
- Elyze Ryd (Voce)
- Sharon den Adel (Voce)
- Michael Kiske (Voce)
- Rob Rock (Voce)
- Russell Allen (Voce)
- Tony Kakko (Voce)